# US Ivry
Union Sportive d'Ivry là một câu lạc bộ đa thể thao của Pháp có trụ sở tại Ivry-sur-Seine, Val-de-Marne. Câu lạc bộ chủ yếu được biết đến với đội bóng đá và đội bóng ném. US Ivry chơi trận đấu trên sân nhà của họ tại Stade Clerville, nơi có 2.000 khán giả.

## Lịch sử
Câu lạc bộ được thành lập vào năm 1919 bởi các nhà hoạt động Thanh niên Xã hội Chủ nghĩa với cái tên Union Sportive du Travail d'Ivry (USTI). Chủ tịch đầu tiên của câu lạc bộ là Gaston Richard. Ban đầu trong nền tảng của câu lạc bộ, họ chủ yếu tập trung vào các bộ phận bóng đá, điền kinh và bóng rổ của câu lạc bộ. Khi câu lạc bộ tăng quy mô, các thành viên và câu lạc bộ cuối cùng đã phát triển các bộ môn thể thao mới như đạp xe, thể dục dụng cụ, đấm bốc và quần vợt. Năm 1934, câu lạc bộ sáp nhập với hai câu lạc bộ địa phương để thành lập một câu lạc bộ mới có tên Etoile Sportive du Travail d'Ivry.
Sau Thế chiến thứ hai, vào năm 1949, câu lạc bộ đã đổi tên thành tên gọi hiện tại Union Sportive d'Ivry. Ba năm sau, sân vận động của câu lạc bộ, Stade Clerville, được xây dựng. Năm 2006, câu lạc bộ có 36 bộ phận thể thao với hơn 6.000 thành viên.

## Danh hiệu
- Coupe de Paris: 1995, 2008
- Coupe de Val-de-Marne: 1995, 2008
- Promotion d'Honneur Champion: 1992
- Division d'Honneur Regionale Champion: 1995
- Division d'Honneur Champion: 1998